# La salvaje (telenovela)
La salvaje es una telenovela venezolana producida y transmitida por la cadena RCTV en el año 1984. Fue escrita por Ligia Lezama y protagonizada por Caridad Canelón y Félix Loreto.

## Sinopsis
Maribella, apodada "la salvaje", creció odiando a Cayetana Sanabria, matriarca de una acaudalada familia, la cual fue amante de su padre y lo llevó a la miseria y a la muerte. La joven se enamora de un hijo de Cayetana, Alberto José, quien la deja por otra. Maribella se casa con un hombre mayor y millonario, y cuando enviuda, hereda una fortuna que le permitirá vengarse de los Sanabria, arruinándolos. Sin embargo, mientras está a punto de unirse en matrimonio con un muchacho que la quería desde que era pobre, renace todo el amor por el hombre que nunca había olvidado, Alberto José.

## Elenco
- Caridad Canelón -  Maribella Robles "la salvaje"
- Félix Loreto - Alberto José Sanabria
- Amalia Pérez Díaz - Doña Cayetana Sanabria
- Alberto Marín - Tiburón Mavares
- Arturo Calderón - Crisanto Soriano
- Yanis Chimaras - Rodrigo Sanabria
- Yajaira Orta - Jimena Sanabria
- Tomás Henríquez - Padre Honorio
- Marita Capote - Verónica
- Carlos Cámara Jr.
- Rosario Prieto - Anaminta
- Yajaira Paredes
- Pedro Lander
- Juan Frankis
- Carlos Linares
- Ernesto Balzi
- Domingo Del Castillo
- Violeta González
- Marisela Buitrago
- Alejo Felipe
- Igor Reverón
- Julio Capote - Doctor
- Ron Duarte
- Carlos Villamizar
- Mimí Lazo - Johanna
- Nohely Arteaga - Ruperta Del Rincón Arguello
- Lourdes Valera - Ana Sol
- Julio Mujica
- Zuleima González
- Carlos Carrero
- William Cartaya
- Judith Vásquez